# エフゲニー・プラトフ
エフゲニー・プラトフ（ロシア語:Евгений Платов、ラテン翻字：Evgeny Platov、1967年8月7日  - ）は、ロシア出身のフィギュアスケート選手。1994年リレハンメルオリンピック、1998年長野オリンピックアイスダンス金メダリスト。1994年、1995年、1996年、1997年世界フィギュアスケート選手権アイスダンスチャンピオン。パートナーはパーシャ・グリシュクなど。ロシア語読みでは「イヴギェーニイ・プラータフ」が近い。

## 経歴
- 1974年にオデッサの“アヴァンガルド”でスケートを始める。
- エレーナ・クリカノワと組み、1984年、1985年、1986年世界ジュニアフィギュアスケート選手権優勝。
- 1989-1990シーズンよりパーシャ・グリシュクと組む。
- 1994年リレハンメルオリンピックで金メダルを獲得。
- 1994年から1997年まで世界フィギュアスケート選手権4連覇。
- 1998年長野オリンピックで金メダルを獲得。のちにプロ転向。

## 主な戦績
| 大会/年      | 1989-90 | 1990-91 | 1991-92 | 1992-93 | 1993-94 | 1994-95 | 1995-96 | 1996-97 | 1997-98 |
| ------------ | ------- | ------- | ------- | ------- | ------- | ------- | ------- | ------- | ------- |
| オリンピック |         |         | 4       |         | 1       |         |         |         | 1       |
| 世界選手権   | 5       | 4       | 3       | 2       | 1       | 1       | 1       | 1       |         |
| 欧州選手権   | 5       | 5       | 3       | 2       | 2       |         | 1       | 1       | 1       |
| GPファイナル |         |         |         |         |         |         | 1       |         | 1       |

戦績はパーシャ・グリシュクと組んだ以降。

## 備考
- オリンピックアイスダンス競技で2連覇を達成したのはオクサナ・グリシュク&エフゲニー・プラトフ組だけである。